# Жива і не залізна
Жива і не залізна је четврти студијски албум украјинске рок групе The Hardkiss, објављен 21. маја 2021. године. Има 10 песама, од којих је 6 већ представљено 2019-2021. године Албум је објављен за 10. годишњицу бенда.

## О албуму
Рад на албуму трајао је више од 2 године, а за то време бенд је успео да објави више од половине песама са албума. У 2019. години објављен је само један сингл, односно 25. септембра представљена је песма „Жива“. Године 2020. бенд је објавио 4 нумере: „Косатка“ 19. фебруара, „Планина“ 2. априла, „Кобра“ 26. августа (уз учешће извођача МОНАТИК), који је такође глумио у видео клипу за ову песму) и „Све је било тако“ 24. новембра на страници званичног YouTube канала тима. 2021. године, пре премијере целог албума, The Hardkiss је објавио једну композицију, 3. марта је објављена песма „Hugs“, која је постала и саундтрек за кратки филм украјинске редитељке Каті Царик.
21. маја 2021. године одржан је албум који је садржао још четири нове композиције: „7 вітрів“, „Жоржина“, „Сестра“ и „Дівчина“.
Јулија Санина, вокал групе The Hardkiss, овако је описала нови албум
„Концепт нашег новог албума је живот. Ово није "свемирска ласта", већ жива птица у свом природном окружењу. Најједноставнија осећања и емоције које нас прате сваки дан. У средишту свих прича, Жена и даље остаје."
„Овај албум говори о њој, која је жива и дубоко осећа. Многи људи кажу да сам се током ове године посебно отворила. Многи су ме видели са друге стране — оне иза бине. Зато се појавила слика светле живе птице, која је сада спремна да рашири крила и лети. Она је жива и стварна, и исто тако светла и занимљива“.
Сам албум је темпиран на 10. годишњицу бенда, а планирали су да одрже велики концерт на НСЦ „Олимпијски“ у Кијеву 29. маја 2021. године. Међутим, због ограничења изазваних пандемијом корона вируса, тим је то одложио за 18. јун 2022. године.
Крајем лета 2021. године бенд је отишао на велику турнеју по градовима Украјине у знак подршке албуму.
Дана 17. јула 2022. године, на интернету је одржана церемонија доделе награда у вези са руском инвазијом на Украјину «YUNA-2022», на којој албум «Жива і не залізна» освојио награду у номинацији «Найкращий альбом».

## Песме
Аутор текста је Јулија Санина, аутор музике Јулија Санина и Валериј Бебко.
Албум садржи укупно 18 песама и траје 35 минута и 39 секунди.

## Синглови
- «Жива» издат: 25. септембра 2019. године
- «Косатка» издат: 19. фебруар 2020. године
- «Гора» издат: 2. априла 2020. године
- «Кобра (сарадња са MONATIK)» издат: 27. август 2020. године
- «Все було так» издат: 24. новембар 2020. године
- «Обійми» издат: 2. марта 2021. године

## Музички спотови
За нумере са албума снимљено је укупно 8 спотова:
| Назив видео клипа | Година издања | Режија        |
| ----------------- | ------------- | ------------- |
| «Жива»            | 2019          | Мітті Місюра  |
| «Косатка»         | 2020          | Валерій Бебко |
| «Гора»            | 2020          | Мітті Місюра  |
| «Кобра»           | 2020          | Валерій Бебко |
| «Все було так»    | 2020          | Валерій Бебко |
| «Обійми»          | 2021          | Катя Царик    |
| «7 вітрів»        | 2021          | Валерій Бебко |
| «Сестра»          | 2021          | Валерій Бебко |